# 와타나베 고다이
와타나베 고다이(일본어: 渡辺 広大, 1986년 12월 4일 ~ )는 일본의 축구 선수이다.

## 구단 경력
그는 2005년부터 2022년까지 J리그의 베갈타 센다이, 몬테디오 야마가타, 레노파 야마구치 FC, 더스파구사쓰 군마에서 활동하였다.